# Nicolai Lazar
Nicolai Lazar (n. 10 noiembrie 1928, la Marginea, județul Suceava) este un fost deputat român ales în județul Suceava, în legislatura 1990-1992 pe listele partidului FSN și în legislatura 1992-1996 pe listele partidului PDSR. 